# Smögenbaden
Smögenbaden var en dansrestaurang på Smögen i Sotenäs kommun. Smögenbaden uppfördes ursprungligen 1933 och var Bohusläns mest välkända restaurang- och hotellanläggning tills den totalförstördes vid en brand 1998.

## Historia
Restaurangen byggdes 1933 och invigdes 1934 av tre privatpersoner som hade för avsikt att skapa en konkurrent till det då dominerande Smögens Hafsbad. Med tiden blev dansrestaurangen mycket populär och känd även utomlands.
Till en början fick restaurangen inget utskänkningstillstånd, utan serverade första middagen klockan fem och stängde redan klockan elva på kvällen. Efter ett antal år fick restaurangen utskänkningstillstånd i takt med att samhället förändrades, och dryckesmenyn utökades och vin kunde serveras. År 1958 fick restaurangen fullständiga rättigheter.

### Branden
Den 9 maj 1998 ödelades Smögenbaden i en våldsam brand. Restaurangen var vid branden stängd och inga människor skadades. Branden började vid niotiden på kvällen och byggnaden blev snabbt övertänd. På grund av kraftig vind från havet hotades även kringliggande byggnader, och de boende runt Smögenbaden evakuerades medan deras husfasader begöts med vatten. Någon brandorsak fastställdes aldrig.
Smögenbaden återuppbyggdes aldrig, men ägarna hyrde en restaurangbåt året därefter, vilken lades i hamnen i Kungshamn, och fick namnet Smögenbåden.
Platsen där restaurangen stod är idag bebyggd med 24 lägenheter av en bostadsrättsförening.